# Tillandsia linearis
Tillandsia linearis es una especie de planta epífita dentro del género  Tillandsia, perteneciente a la  familia de las bromeliáceas. Es originaria de Brasil. 

## Taxonomía
Tillandsia linearis fue descrita por José Mariano da Conceição Vellozo y publicado en Florae Fluminensis, seu, Descriptionum plantarum parectura Fluminensi sponte mascentium liber primus ad systema sexuale concinnatus 133. 1825.
Etimología
Tillandsia: nombre genérico que fue nombrado por Carlos Linneo en 1738 en honor al médico y botánico finlandés Dr. Elias Tillandz (originalmente Tillander) (1640-1693).
linearis: epíteto latíno que significa "linear"
Sinonimia
- Anoplophytum lineare (Vell.) Beer
- Phytarrhiza linearis (Vell.) E.Morren
- Tillandsia selloa K.Koch[3][4]